# Genevieve Orlandini
Genevieve Orlandini (Pasadena, 23 maggio 1991) è una pallavolista statunitense.
Gioca nel ruolo di libero.

## Carriera
La carriera di Genevieve Orlandini, detta Jenna, inizia nei tornei scolastici californiani, ai quali prende parte con la Flintridge Sacred Heart Academy. Successivamente gioca anche a livello universitario, entrando a far parte della squadra della University of Washington: con le Huskies gioca dal 2009 al 2013 nella Division I NCAA, saltando tuttavia la prima stagione e centrando la Final Four nell'edizione 2013.
Nella stagione 2014-15 si reca in Francia, dove inizia la carriera professionistica col Vannes Volley-Ball, prendendo parte alla Ligue A; l'esperienza però si rivela poco fortunata: a causa di una frattura da stress al piede gioca solo sei incontri, per poi saltare il resto dell'annata. Nella stagione seguente firma nella 1. Bundesliga tedesca per il Rote Raben Vilsbiburg, che tuttavia lascia prima dell'inizio dell'annata per maternità.